# Овощи (село)
О́вощи — село в Туркменском муниципальном округе Ставропольского края России.

## Название
Считается, что село названо в честь некогда жившего здесь ногайца (или туркмена) Овоща:219.
Автор книги «Ставропольская губерния в статистическом, географическом, историческом и сельскохозяйственном отношениях» (1897), инспектор Ставропольской дирекции народных училищ А. И. Твалчрелидзе (1858—1930), описывал два варианта наименования данного населённого пункта: Овощинское и Уча. Второй вариант был более распространённым среди местных жителей. По одной из версий название Уча (такое же имя носит река, на которой находится село) образовалось от туркменского слова üç («три»):219. Твалчрелидзе связывал значение этого топонима с тремя глубокими балками (ярами), прорезающими территорию села:219.
Другие варианты: Уч, Учи:219, Аучи.

## География
Село расположено на реке Уче. Три оврага делят село на три части, имеющие исторические названия: Красная, Полтавская и Селивановская.
Расстояние до краевого центра: 112 км.
Расстояние до районного центра: 12 км.

## История
Село основано в 1864 году (по другим данным — в 1861 году) выходцами из Полтавской, Воронежской, Курской, Орловской, Екатеринославской и Тамбовской губерний на землях, принадлежавших трухменам:219. В справочнике «Ставропольская губерния в статистическом, географическом, историческом и сельскохозяйственном отношениях» отмечалось, что большинство из них были малороссами, остальные — великороссами. Известны некоторые фамилии первых поселенцев: Анненковы, Дедовы, Жильниковы, Краснокутские, Стороженко, Фомины.
В 1875 году в селе была выстроена церковь в честь свв. Кирилла и Мефодия. В 1890-е в селе проживали 3600 жителей, а в 1903 году — уже 5200. Занимались они главным образом земледелием и скотоводством: выращивали пшеницу, рожь, овёс, лён, просо, ячмень, разводили лошадей и овец. В начале XX века в селе имелось волостное правление, две школы, два хлебных склада, 13 торговых заведений, несколько мельниц. Одна из них, построенная в 1906 году мельница Жабина, до сих пор используется по назначению.
30 ноября (12 декабря) 1880 года в селе открыто начальное училище.
В 1918 году на Ставрополье начался процесс коллективизации, не получивший достаточного развития из-за гражданской войны. После окончательного установления советской власти в регионе стали создаваться коммуны и артели, организуемые бывшими красноармейцами. В 1922 году в селе Овощи была образована артель «Красная Поляна», в 1923-м — артель «Красная Заря № 3».
В 1924 году в составе Петровского района Ставропольского округа Северо-Кавказского края был образован Овощинский сельсовет.
В 1941 году село вошло в состав Туркменского района.
До 16 марта 2020 года село было административным центром упразднённого Овощинского сельсовета.

## Население
| 1897  | 1903  | 1911  | 1925  | 1926  | 1989  | 2002  |
| ----- | ----- | ----- | ----- | ----- | ----- | ----- |
| 4791  | ↗5250 | ↘5218 | ↘4659 | ↗5370 | ↘2280 | ↗2581 |
| 2010  | 2014  | 2021  |       |       |       |       |
| ↘2370 | ↗2400 | ↘2030 |       |       |       |       |

Национальный состав
По данным Всероссийской переписи населения 2010 года:
| Национальность | Численность | Доля   |
| -------------- | ----------- | ------ |
| русские        | 2137        | 90,1 % |
| армяне         | 130         | 5,5 %  |
| грузины        | 35          | 1,5 %  |
| другие         | 68          | 2,9 %  |
| всего          | 2370        | 100 %  |

## Инфраструктура
- Социально-культурный центр[22]
- Сельская библиотека № 5. Открыта 1 ноября 1925 года[23], по другим данным, 27 мая 1963 года[24]
- Амбулатория
- Аптека
- Почтовое отделение
- Сбербанк, Доп. офис № 1859/046[25]

## Образование
- Детский сад № 3[26] на 100 мест. Открыт 9 ноября 1971 года[27]
- Средняя общеобразовательная школа № 2[28] на 650 мест. Открыта 1 ноября 1971 года[27]

## Экономика
- Племзавод «Путь Ленина». Одно из крупнейших сельскохозяйственных предприятий в районе
- Несколько магазинов
- Пекарня

## Улицы и переулки
Улицы: Балковская, Знаменская, Ильиновская, Красная, Крестьянская, Мира, переулок Московский, Мостовая, Октябрьская, Полтавская, переулок Полтавский, Продольная, Пролетарская, Селивановская, Трактовая, Ульяновская.
Переулки: Крестьянский, Мостовой, Октябрьский, Продольный, Пролетарский, Школьный.

## Люди, связанные с селом
- Селиванов Иван Васильевич (1886, село Овощи — 1942) —  советский военный деятель, генерал-лейтенант.
- Анисимов Василий Фёдорович (1943) - бывший чабан племзавода «Путь Ленина», награждён орденом Трудовой Славы III степени[29]

## Памятники
- Братская могила 44 красных партизан, погибших в борьбе за власть советов. 1918—1920, 1920 годы[30]
- Братская могила воинов, погибших в годы гражданской и Великой Отечественной войн. 1918—1920, 1942—1943, 1920 годы[31]
- Обелиск на братской могиле партизан гражданской войны. 1920 год[32]
- Обелиск на братской могиле партизан гражданской войны, павшим в боях за завоевания Октябрьской революции 1918—1921 гг. 1920 год[33]
- Обелиск партизанам гражданской войны, сооружён в ознаменование борцам павшим в боях за завоевания Октябрьской революции 1918—1921 гг. 1925 год[34]
- Памятник В. И. Ленину. 1966 год[35]

## Кладбище
В районе улицы Пролетарской расположено общественное открытое кладбище площадью 55 687 м².